# Erin Heathertonová
Erin Heathertonová, nepřechýleně Erin Heatherton, narozena jako Erin Heather Bubley (* 4. března 1989, Skokie, Illinois, USA), je americká modelka. Její přítel byl Leonardo DiCaprio.

## Život
Erin Heathertonová vyrůstala v Illinois. Její rodiče jsou Mark a Laura Bubleyovi. Navštěvovala školy Solomon Schechter Day School, Jewish day school a Niles North High School.
Když byla na dovolené na Jižní pláži v Miami, objevil jí agent americké modelingové agentury Marilyn. Poté odjela do New Yorku.
V současnosti fotí pro světovou značku Victoria's Secret, pro které předvádí luxusní dámské prádlo od roku 2008. Stála se i Victoria Secret Anděl. Patří k nejkrásnějším světovým modelkám a je velmi žádaná.
- reklamní kampaň – kolekce "I love my body"

Předvádí pro návrháře jako jsou Shiatzy Chen, Oscar de la Renta, Tommy Hilfiger a jiní.
Získala zakázky pro značky Dolce & Gabbana, Moschino, Tommy Hilfiger, Lacoste nebo Marc Jacobs.
Od prosince 2011 je přítelkyní herce Leonarda DiCapria.